# Ainhoa Fernández
Ainhoa Fernández Ruiz (* 26. Juni 1994) ist eine andorranische Fußballschiedsrichterassistentin.
Seit 2023 steht sie auf der Liste der FIFA-Schiedsrichter und ist an der Spielleitung internationaler Fußballspiele beteiligt, unter anderem kam sie bereits in der Women’s Nations League und in der Women’s Champions League zum Einsatz.
Fernández war unter anderem Schiedsrichterassistentin bei der U-17-Europameisterschaft 2024 in Schweden und bei der U-17-Weltmeisterschaft 2024 in der Dominikanischen Republik sowie bei diversen Qualifikations- und Freundschaftsspielen.